# Hugh Dawnay (8e vicomte Downe)
Hugh Richard Dawnay (20 juillet 1844-21 janvier 1924) est un général de l'armée britannique et président du Marylebone Cricket Club. Il est titré 8e vicomte Downe.

## Jeunesse
Il est le deuxième fils de William Dawnay (7e vicomte Downe) et de son épouse Mary Isabel Bagot, fille de Richard Bagot, évêque de Bath et Wells. Son frère cadet, Lewis Payn Dawnay, est député de Thirsk.
En 1857, Dawnay succède à son père, mort dans la quarantaine. Il fait ses études au Collège d'Eton et fréquente Christ Church, Oxford.

## Carrière
Lord Downe est un officier du 2e Régiment de Life Guards, où il est promu capitaine le 25 juin 1873. Il combat dans la Guerre anglo-zouloue en 1879, pour laquelle il est mentionné dans des dépêches. Il est lieutenant-colonel du 10e hussards entre 1887 et 1892. De 1899 à 1900, il sert comme officier d'état-major pendant la seconde guerre des Boers en Afrique du Sud, où il est chargé d'accompagner les attachés militaires représentant les puissances étrangères. Il est mentionné à deux reprises dans des dépêches, dans une dépêche datée du 31 mars 1900, le commandant en chef Lord Roberts déclare qu'il "s'acquittait de ses fonctions avec tact et discrétion".
Après son retour au Royaume-Uni, Lord Downe est, en mars 1901, invité par le roi Édouard VII à participer à une mission diplomatique spéciale pour annoncer l'accession au trône du roi aux gouvernements de Belgique, de Bavière, d'Italie, de Wurtemberg et des Pays-Bas.
En juillet 1901, il est promu au grade temporaire de brigadier général de l'état-major pour commander la brigade de cavalerie au Camp de Curragh, où la formation pour combattre en Afrique du Sud a lieu. En décembre 1901, il reçoit le grade local de major-général pendant son temps de service. Il se retire de l'armée le 30 juillet 1902 et reçoit le grade honoraire de major-général.
Lord Downe est l'auteur d'un rapport de 1902 d'enquête sur le fonctionnement du service de remonte de l'armée armée britannique en Afrique du Sud, en Australie et en Nouvelle-Zélande. Le rapport, qui critique particulièrement l'approvisionnement en chevaux pendant la récente guerre en Afrique du Sud, est publié dans un livre bleu du gouvernement avec d'autres rapports de ce type (Cd 995).
Il est créé baron Dawnay, de Danby dans la circonscription nord du comté de York, dans la pairie du Royaume-Uni, le 24 juillet 1897 et siège ensuite à la Chambre des lords (sa vicomté héritée est irlandaise). Il est investi en tant que Compagnon de l'Ordre de l'Empire des Indes (CIE) en 1886, et Compagnon de l'Ordre du Bain (CB) en 1900 pour des services en Afrique du Sud. Il est nommé commandeur de l'Ordre royal de Victoria (CVO) dans la liste d' honneurs d'anniversaire de novembre 1902, et promu chevalier commandant du même ordre (KCVO) en décembre 1902.
Joueur de cricket pour I Zingari et le MCC, il joue dans le test Aborigines v MCC en 1868 lors de la première tournée en Angleterre par une équipe australienne,. Il devient président du MCC en 1872.

## Vie privée
Le 12 juillet 1869, Lord Downe épouse Cecilia Maria Charlotte Molyneux (1838–1910), fille unique de Charles Molyneux (3e comte de Sefton) et de Mary Augusta Gregge-Hopwood (fille unique de Robert Gregge-Hopwood de Hopwood Hall). Ils ont cinq enfants :
- John Dawnay, 9e vicomte Downe (1872-1931), qui épouse Dorothy ffolkes, fille de William ffolkes, 3e baronnet[2]
- Beryl Dawnay (1873–1950), qui épouse Archibald Henry Campbell, fils de George Campbell
- Norah Dawnay (1874–1947), décédée célibataire
- Hugh Dawnay (1875-1914†), qui est tué au combat pendant la Première Guerre mondiale[6] près d'Ypres en novembre 1914. Il est marié à Susan de la Poer Beresford, fille de l'homme politique John Beresford (5e marquis de Waterford). Ils ont quatre fils qui sont tous des officiers militaires de carrière, dont le commandant de l'Académie militaire royale de Sandhurst et le général de division britannique David Dawnay.
- Faith Dawnay (1877–1952), décédée célibataire

Après la mort de Lady Downe, il se remarie le 27 juillet 1911 avec Florence Faith Dening, fille de Thomas Henry Dening, le vicaire de l'église Holy Trinity, Kilburn. Lord Downe est décédé le 21 janvier 1924. Après sa mort, sa veuve se remariée au révérend Arthur Maxwell Bury, Vicaire de Loose, Maidstone, le 15 avril 1931.